# フタコブラクダ
フタコブラクダ（二瘤駱駝）は、ラクダ科ラクダ属の3種の現生種のうち2種。背中の「瘤」が1つのヒトコブラクダに対し瘤が2つあるのが特徴。

## 学名
ferus は「野生」の意味で、野生個体群を元に、元は野生種に対し名づけられた。それに対しこれまでシノニムと考えられてきた bactrianus は家畜種に対し名づけられた。「バクトリアの」の意で、中央アジアにかつて存在した王国の名である。
bactrianus はリンネの命名で ferus より古く、先取権の原則からは bactrianus が有効名になる。しかし、動物命名法国際審議会 (ICZN) は2003年、この件については先取権の原則を停止し、野生種の学名を C. ferus に固定することを決めた。
ただし、ICZNは分類自体には関与せず、野生種と家畜型を別種とする説が公的に否定されたわけではない。別種とする立場では、家畜型の種は従来どおり C. bactorianus である。同種とする場合は、家畜型の種も C. ferus となるが、亜種 C. ferus bactorianus を認める説もある。
後に、遺伝的調査や生態の違いから、bactrianus 種（家畜型）と ferus 種（野生型）は別種であるとみなされた。2種のフタコブラクダそれぞれに対応する和名は未確定である。

## 分布
野生個体は中華人民共和国北西部とモンゴルのアルタイ山脈の麓に分布する。家畜化された個体（推定約140万頭）はより広い地域に分布している。

## 形態

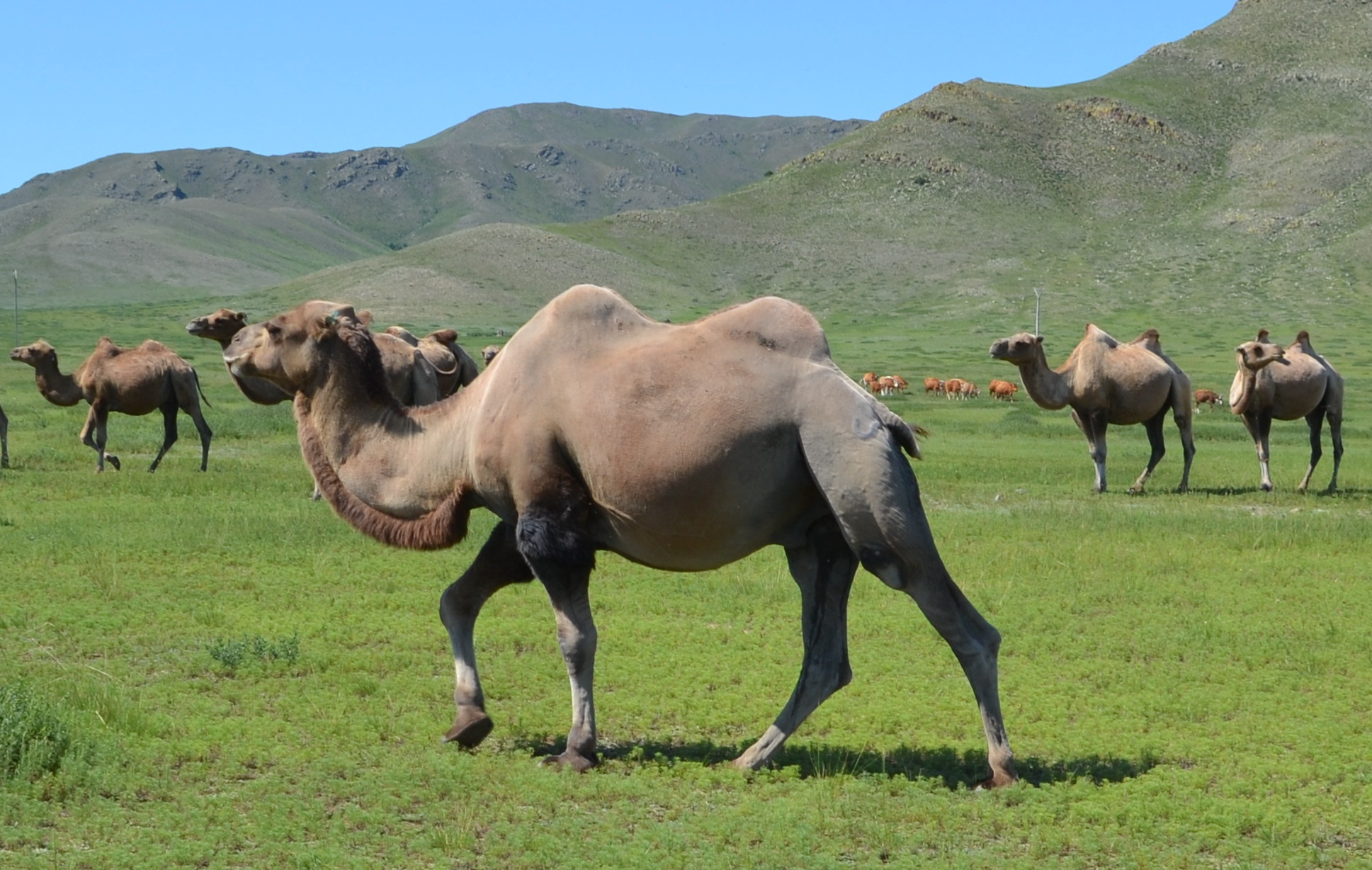
夏の草原のフタコブラクダたち

体長220～350cm。尾長55cm。コブまでの体高190～250cm。体重300～1000kg。
同属のヒトコブラクダと比べると体は頑丈で四肢が短い。野生個体より家畜化された個体の方が大型になる。
和名のとおり背中に2つの脂肪の塊（瘤）がある。食べ物がない時のエネルギー源だが、健康な個体の瘤は柔らかくなく、栄養失調下では背中に垂れた状態になるが、栄養が常に安定して摂取できる飼育下でも、栄養を溜める必要がない為に瘤が垂れた状態となり、一度垂れると元の状態には中々戻らない。瘤は断熱材の役割も果たし、直射日光の熱を逃がす効果を持つ。
強風で舞う砂漠の砂から目を守るため、長いまつ毛が生えている。また砂が目に入っても洗い流せるよう、常に涙目の状態を保っている。同じ理由で、鼻の穴を自在に開閉できる。
体毛は、太く固い「差毛」と、その下に生える「キャメルヘア」に分かれ、きめ細かなキャメルヘアは、吸湿性や発散性、保温性に優れ、さらに乾燥状態を維持できる特性を持つ。また毛量は冬季と夏季で大きく増減する。
膝にはクッションの役割りをする硬結（こうけつ）があり、固い地面でも座って休むことができる。また足裏には、柔らかな脂肪で出来た蹠球（しょきゅう）があり、砂漠の砂に足をとられずに歩くことができる。

## 生態

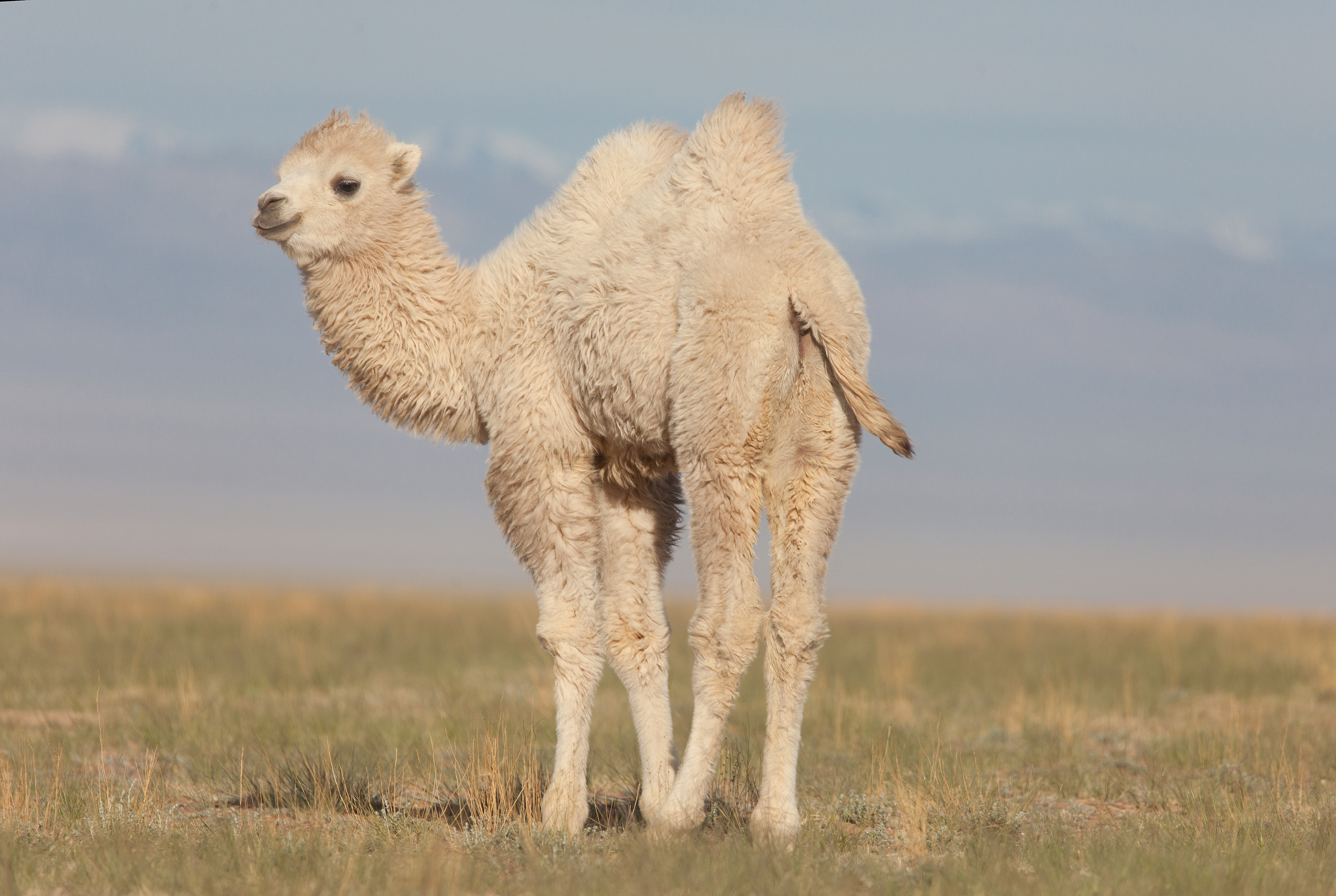
幼獣

現在は標高1500～2000mにある半砂漠地帯やステップに生息する。夏季は渓谷、冬季は雪が無く植生がある干上がった川底などで生活する。
1頭のオスと複数頭のメス、その幼獣からなる小規模な家族群を形成して生活する。
食性は植物食で、草などを食べる。栄養価の低い植物を摂取するため、より多くの栄養が摂れるよう反芻を行う。反芻動物の胃袋は4つに分かれているが、ラクダの胃袋は3番目と4番目の胃の区別がほとんどない。興奮すると胃袋を出すとされるが、実際は喉の奥にある口蓋を膨らませる行動で、胃袋を出すことはない。この行動は、発情期間に雌へアピールする時にも行う。
体温を外気に合わせて調節でき、発汗を抑えて長時間、水分補給を行わない活動が可能である。補給の際は一度に100ℓ以上の水を飲むことができる。ferus 種（野生型）は、海水よりも塩分濃度の高い水を摂取する事が可能な、おそらく唯一の哺乳類とされる。
春に換毛期を迎える。
2月に交尾を行う。妊娠期間は約13か月。3月に1回に1頭の幼獣を産む。生後4～5年で性成熟する。
寿命は平均で20年から30年とされる。日本では神奈川県横浜市の野毛山動物園にて飼育されていたツガルは、2006年に日本国内最高齢、2011年に世界最高齢となり、2014年5月23日に死亡した時点で推定38歳（人間に換算すると120歳相当）だった。

## 人間との関係

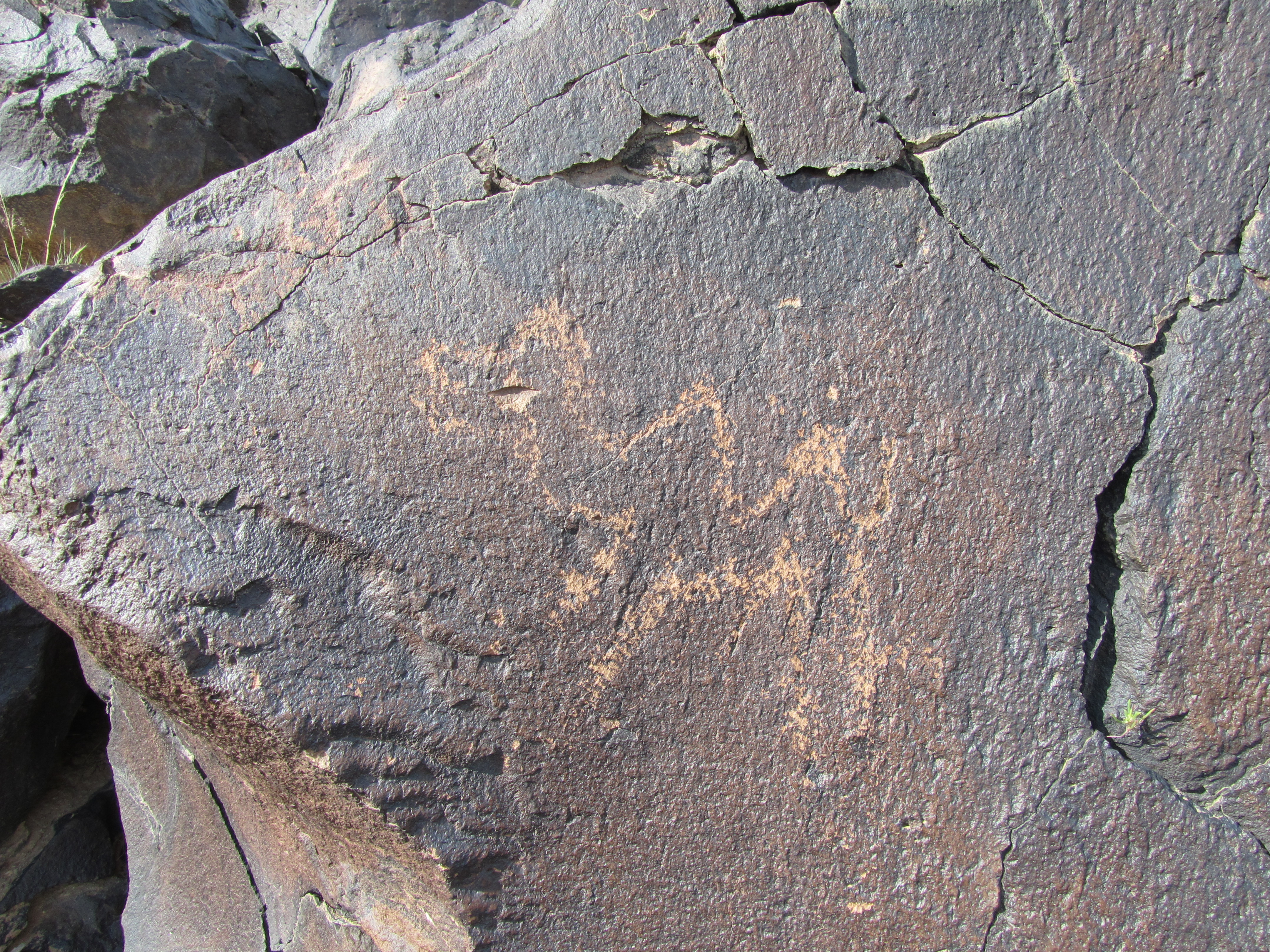
フタコブラクダの壁画

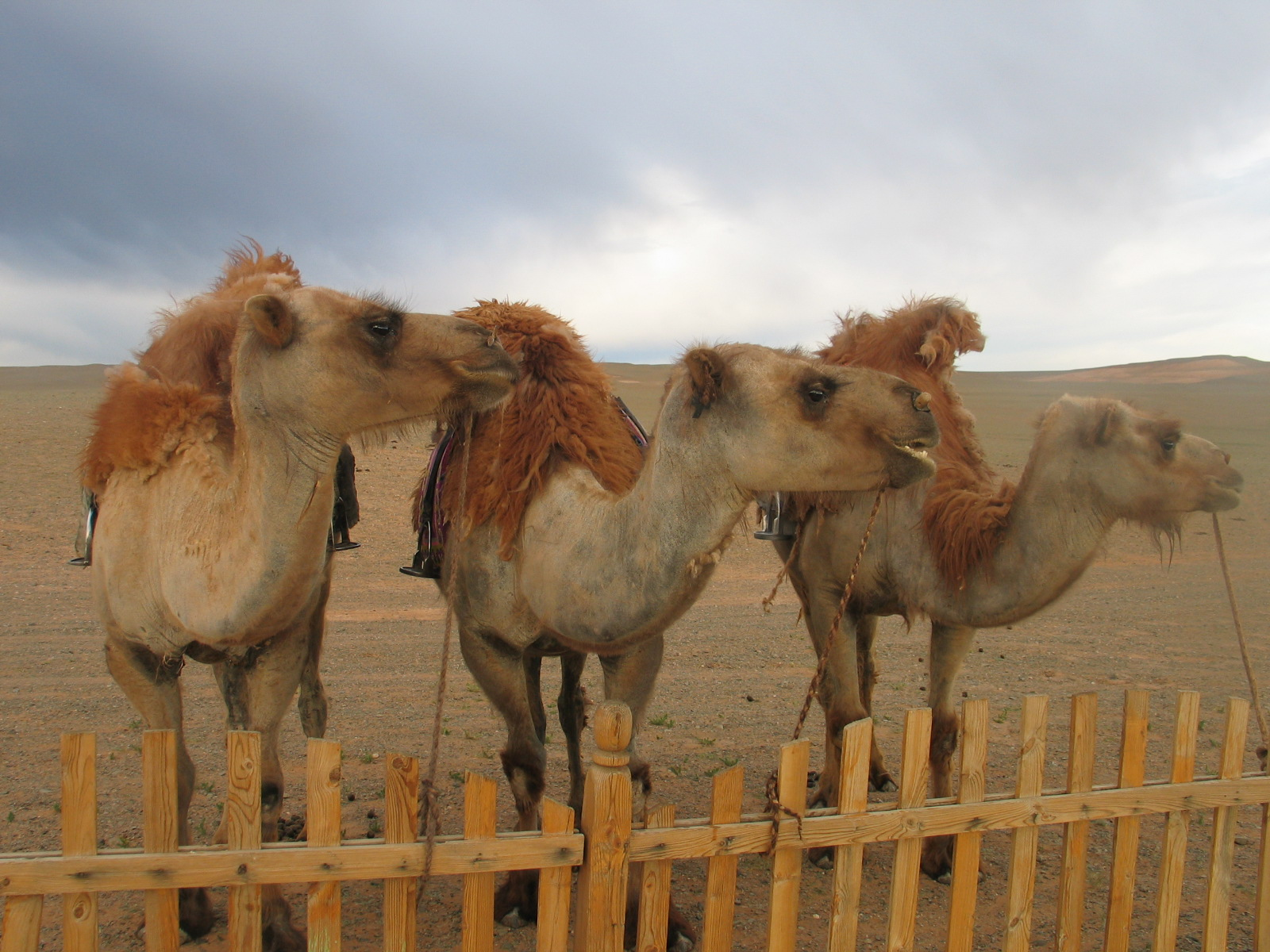
フタコブラクダは約2,000年前に家畜化された。

紀元前2000年頃には既に家畜化されていたとされる。現存する野生個体も一度家畜化された個体が逃げ出し、野生化した個体とする説もある。しかし最近の遺伝子分析の結果、家畜ラクダと野生ラクダは約110万年前に分離されたことが明らかになった。
移動手段、荷物の運搬に利用される他、毛皮、乳、肉、糞（燃料として）が人間に利用される。人間が利用できる体毛は希少で、羊毛に比べわずか0.14％とされる。
野生種は家畜との競合、乱獲、家畜種との交雑による遺伝子汚染などにより生息数が激減している。1997年における野生個体の生息数は909～4,395頭と推定されている。2008年には、1,000頭未満と推測されている。中国の野生個体群は中国国家一級重点保護野生動物に指定されている。

## 比喩
その形状から統計分析などでは、1ピークタイプのグラフについて「ひとこぶラクダ型」、2ピークタイプのグラフについて「ふたこぶラクダ型」と対比で例えられることがある。